# Incidente di Texel
L'incidente di Texel avvenne al largo dei Paesi Bassi la notte del 31 agosto 1940 e causò l'affondamento di due cacciatorpediniere della Royal Navy e il danneggiamento di un terzo cacciatorpediniere e di un incrociatore leggero. L'incidente fu causato da una flottiglia di cacciatorpediniere che s'imbatté in un campo minato non segnalato che danneggiò gravemente un'imbarcazione; altre due navi dello stesso tipo che accorsero in suo aiuto affondarono, e un incrociatore leggero di scorta fu lievemente danneggiato da una mina durante il viaggio di ritorno. In tutto, l'incidente costò la vita a 300 persone, con altre 100 perdite tra feriti e prigionieri.

## Svolgimento
Nella notte del 31 agosto 1940, la 20th Destroyer Flotilla della Royal Navy — formata dai cacciatorpediniere HMS Express, HMS Esk, HMS Icarus, HMS Intrepid, HMS Ivanhoe — partì da Immingham per la costa olandese a nordovest di Texel per depositare mine. La flottiglia fu raggiunta da una parte della 5th Destroyer Flotilla formata dai cacciatorpediniere HMS Kelvin, HMS Jupiter e HMS Vortigern. Mentre le navi depositavano le mine, furono avvistate da aerei ricognitori delle navi tedesche in movimento verso ovest da Terschelling verso il Regno Unito; temendo un'invasione, la 20th flotilla ricevette l'ordine di intercettarle.

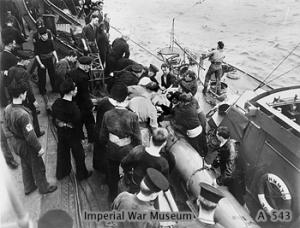
Feriti dellExpress vengono trasferiti sulla Kelvin

Mentre la flottiglia si dirigeva verso la formazione tedesca essa s'imbatté in un campo minato recente e non segnalato sulle mappe e la Express fu gravemente danneggiata, perdendo gran parte della sua prua. L'esplosione causò pesanti perdite: 90 dei 175 membri dell'equipaggio morirono o rimasero feriti, tra questi ultimi il capitano J.G. Bickford, comandante della flottiglia. Il Lieutenant-Commander Crouch, mandò la sua nave, la Esk, ad assistere la Express ma la Esk stessa colpì una mina e affondò velocemente lasciando un solo sopravvissuto. Quando la Ivanhoe tentò di raggiungere la Express per soccorrerne i feriti colpì un'ulteriore mina e subì gravi danni, con la morte di 53 persone e il ferimento della maggior parte dei membri dell'equipaggio. Diverse scialuppe di salvataggio arrivarono sulle coste olandesi; i naufraghi furono presi in consegna dalle autorità tedesche come prigionieri di guerra.
Il 1º settembre la Kelvin e la Jupiter della Quinta flottiglia raggiunsero il luogo dell'incidente per soccorrere i naufraghi e più tardi arrivarono due incrociatori leggeri di scorta, la HMS Aurora (12) e la HMS Galatea (71). La Ivanhoe fu definitivamente affondata dal fuoco della Kelvin e le navi tornarono al porto. La Jupiter trainò lo scafo della Express finché i rimorchiatori non poterono trasportarla fino in porto. Durante il viaggio di ritorno la Galatea ancora colpì una mina ma riportò lievi danni.

## Conseguenze
L'esito finale degli incidenti fu di circa 300 morti più un centinaio tra feriti e prigionieri; fu la peggior perdita di vite umane subita dal Nore Command dall'operazione Dinamo. La presunta forza d'invasione tedesca si rivelò essere solamente una piccola unità di posamine in trasferimento da Cuxhaven a Rotterdam. I feriti che tornarono dall'incidente con gravi ustioni contribuirono alla nascita della leggenda che la Royal Navy avesse respinto l'invasione tedesca incendiando petrolio galleggiante. Una teoria diffusa tra i civili e la stampa britannica riversò la responsabilità dell'incidente su Lord Louis Mountbatten.